# Rio San

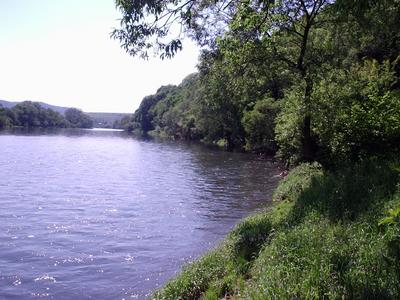
Rio San próximo a Debna, distrito de Sanok, Polônia

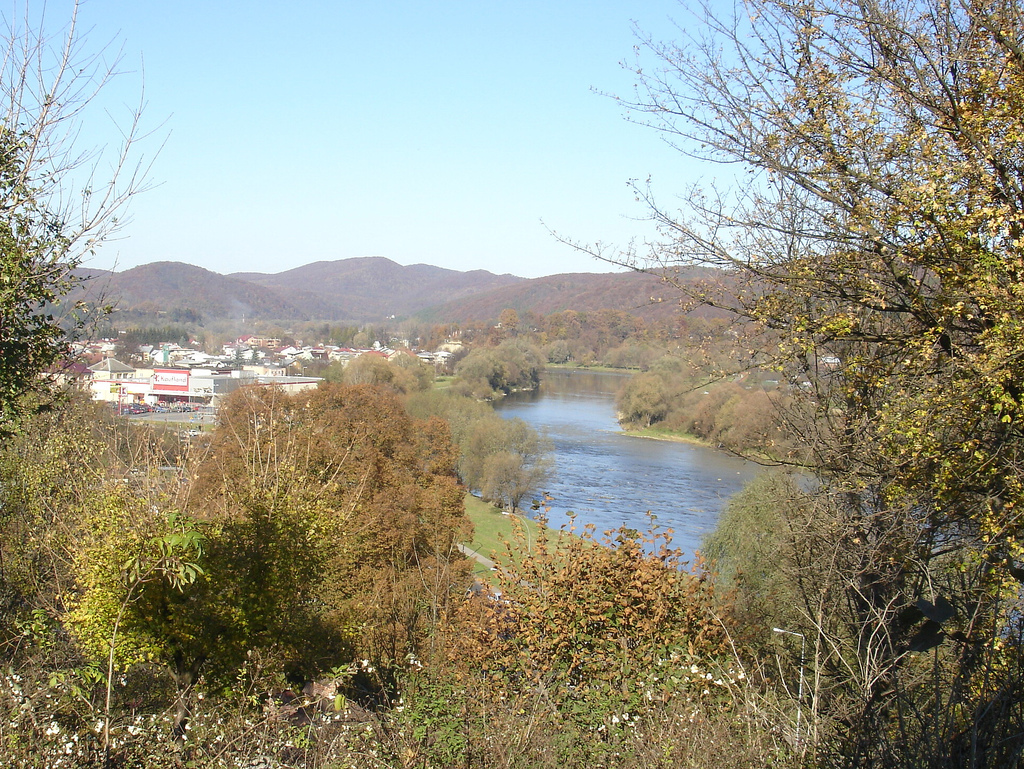
"Kaufland" próximo ao Rio San, Sanok, Polônia

O San (ucraniano: Сян). San (san) em idiomas proto-indoeuropeus, significa corrente rápida ou veloz, no idioma dos gauleses a palavra (san) significa exatamente - rio. San é um rio no sudeste da Polônia, um afluente do rio Vístula, com um comprimento de 433 km (o sexto rio mais longo da Polônia) e uma bacia hidrográfica de 16861 km² (14390 km² na Polônia). O San nasce nas Montanhas Bieszczady, nos Cárpatos próximo à pequena cidade de Sianki  - 49° 0' 10" N 22° 52' 30" E, Subcarpácia, altitude de 900 m, exatamente na fronteira polaco-ucraniana, e forma a divisa entre a Polônia e a Ucrânia por aproximadamente seus primeiros 50 km.

## História
Nos antigos cartões-postais de países ele aparece com o nome de: 1097 Sanъ, reku Sanъ, k Sanovi, nad Sanomъ (1152), Sanu (1287),  San 1339, Szan 1406, Sanok 1438, Saan 1439, Sayn 1445, San 1467, Szan 1517 ou Schan 1526.
Durante a Campanha polonesa de setembro de 1939, da Segunda Guerra Mundial, as forças polonesas tentaram defender uma linha ao longo do rio San de 6 até 12 de setembro de 1939, quando foram derrotadas pelas forças alemãs.

## Cidades
- Lesko
- Zagórz
- Sanok
- Dynów
- Przemyśl
- Radymno
- Jarosław
- Sieniawa
- Leżajsk
- Rudnik nad Sanem
- Ulanów
- Nisko
- Sandomierz
- Stalowa Wola

## Afluentes

### Margem direita
- Wołosaty,
- Solinka,
- Hoczewka,
- Osława,
- Sanoczek,
- Tyrawski,
- Baryczka,
- Stupnica,

### Margem esquerda
- Wiar,
- Wisznia,
- Rada,
- Szkło,
- Lubaczówka,
- Lubienia,
- Wisłok,
- Trzebośnica,
- Tanew,
- Bukowa,